# جون رينولدز
جون رينولدز (بالإنجليزية: John Reynolds (U.S. politician)) (و. 1788 – 1865 م) هو سياسي، ومحام، وكاتب السيرة الذاتية من الولايات المتحدة الأمريكية ولد في مقاطعة مونتغومري.
وهو عضو في الحزب الديمقراطي الأمريكي .

## روابط خارجية
- جون رينولدز على موقع الموسوعة البريطانية (الإنجليزية)